# Diócesis de Goré
La diócesis de Goré (en latín: Dioecesis Gorensis y en francés: Diocèse de Goré) es una circunscripción eclesiástica de la Iglesia católica en Chad. Se trata de una diócesis latina, sufragánea de la arquidiócesis de Yamena. Desde el 28 de noviembre de 1998 su obispo es Rosario Pio Ramolo, de la Orden de los Hermanos Menores Capuchinos.

## Territorio y organización
La diócesis tiene 21 000 km² y extiende su jurisdicción sobre los fieles católicos de rito latino residentes en los departamentos de: La Nya Pendé y Monts de Lam en la región de Logone Oriental.
La sede de la diócesis se encuentra en la ciudad de Goré, en donde se halla la Catedral de Santa María de los Ángeles. 
En 2021 en la diócesis existían 8 parroquias.

## Historia
La diócesis fue erigida el 28 de noviembre de 1998 con la bula Diligentem sane curam del papa Juan Pablo II, obteniendo el territorio de las diócesis de Doba y Moundou.

## Estadísticas
Según el Anuario Pontificio 2022 la diócesis tenía a fines de 2021 un total de 99 077 fieles bautizados.
| Año                                                                             | Población            | Población | Población      | Sacerdotes | Sacerdotes    | Sacerdotes    | Bautizados por sacerdote | Diáconos permanentes | Religiosos | Religiosos | Parroquias |
| Año                                                                             | Bautizados católicos | Total     | % de católicos | Total      | Clero secular | Clero regular | Bautizados por sacerdote | Diáconos permanentes | Varones    | Mujeres    | Parroquias |
| ------------------------------------------------------------------------------- | -------------------- | --------- | -------------- | ---------- | ------------- | ------------- | ------------------------ | -------------------- | ---------- | ---------- | ---------- |
| 1999                                                                            | 39 797               | 227 696   | 17.5           | 10         | 3             | 7             | 3979                     |                      | 8          | 17         | 5          |
| 2000                                                                            | 53 139               | 250 700   | 21.2           | 21         | 9             | 12            | 2530                     |                      | 12         | 9          | 6          |
| 2001                                                                            | 57 141               | 255 700   | 22.3           | 22         | 9             | 13            | 2597                     |                      | 14         | 10         | 6          |
| 2002                                                                            | 58 732               | 260 800   | 22.5           | 24         | 11            | 13            | 2447                     |                      | 14         | 14         | 6          |
| 2003                                                                            | 64 763               | 261 000   | 24.8           | 25         | 10            | 15            | 2590                     |                      | 15         | 17         | 7          |
| 2004                                                                            | 66 328               | 266 200   | 24.9           | 25         | 9             | 16            | 2653                     |                      | 16         | 18         | 7          |
| 2006                                                                            | 73 118               | 276 930   | 26.4           | 25         | 9             | 16            | 2924                     |                      | 16         | 14         | 8          |
| 2013                                                                            | 82 906               | 323 000   | 25.7           | 26         | 8             | 18            | 3188                     | 1                    | 20         | 32         | 8          |
| 2016                                                                            | 88 862               | 330 000   | 26.9           | 23         | 8             | 15            | 3863                     |                      | 17         | 30         | 8          |
| 2019                                                                            | 96 350               | 336 000   | 28.7           | 25         | 8             | 17            | 3854                     |                      | 20         | 34         | 8          |
| 2021                                                                            | 99 077               | 340 000   | 29.1           | 24         | 8             | 16            | 4128                     |                      | 18         | 33         | 8          |
| Fuente: Catholic-Hierarchy, que a su vez toma los datos del Anuario Pontificio. |                      |           |                |            |               |               |                          |                      |            |            |            |

## Episcopologio
- Rosario Pio Ramolo, O.F.M.Cap., desde el 28 de noviembre de 1998